# Heist Hunters
Heist Hunters was een Belgische lacrossevereniging uit Heist-op-den-Berg. De vereniging was bij de BLF (Belgian Lacrosse Federation) aangesloten en had een mannen- en vrouwenteam.

## Geschiedenis
De vereniging werd opgericht op 7 mei 2011 als zevende club in België. Het initiatief tot oprichting kwam van 5 ex-spelers van de Red Rhinos: de broers Erwin en Imco Van Veen, Maarten Verduyckt, Pieter-Jan Adriaensens en Vicky Wegge. Erwin Van Veen en Maarten Verduyckt hadden reeds in 2008 mee de Red Rhinos gesticht. Hier deden ze de nodige ervaring op om ook in hun woonplaats een eigen club op te richten.
Na de oprichting in mei 2011 verzamelde de club al snel voldoende mannen om met een volwaardig team deel te nemen aan de Belgische competitie en de beker van 2011-2012. 
Om het niveau van de eigen leden en het Belgische lacrosse in het algemeen te verhogen, organiseerde de Heist Hunters in februari 2012 het eerste ELF (European Lacrosse Federation) lacrosse bootcamp in België. Verschillende topcoaches van buitenlandse clubs en landen kwamen toen een bootcamp geven. 
Na enkele succesvolle kennismakingsevenementen werden voldoende vrouwen overtuigd om ook een vrouwenteam op te richten, wat in de zomer van 2012 gebeurde. De dames namen vanaf seizoen 2012-2013 deel aan de Belgische beker en competitie.
De club hield op te bestaan na seizoen 2018-2019, eind mei 2019.

## Resultaten

### Mannenteam
- 2012: Zevende in de Belgian Cup
- 2012: Zesde in de Belgian League
- 2012: Vierde in de Hunters Trophy
- 2013: Vierde in de Belgian Cup
- 2013: Zesde in de Belgian League
- 2013: Vijfde in de Hunters Trophy
- 2014: Zevende in de Belgian Cup 2
- 2014: Zevende in de Belgian League
- 2014: Derde in de Hunters Trophy
- 2014: Derde in de Tilburg Lacrosse Cup
- 2015: Derde in de Belgian Conference cup
- 2015: Vijfde in de Belgian League

### Vrouwenteam
- 2012: Derde in de Belgian Cup
- 2012: Derde in de Belgian League
- 2013: Vierde in de Belgian Cup
- 2013: Vierde in de Belgian League
- 2013: Derde in de Hunters Trophy
- 2014: Vierde in de Belgian Cup
- 2014: Vierde in de Belgian League
- 2014: Derde in de Hunters Trophy
- 2014: Derde in de Tilburg Lacrosse Cup
- 2015: Tweede in de Belgian League
- 2016:
- 2017: Vijfde in de Belgian League
- 2018: Vijfde in de Belgian League
- 2019:

## Hunters Trophy
De Heist Hunters organiseerden van 2011 t/m 2015 jaarlijks de Hunters Trophy, een internationaal toernooi te Heist-op-den-Berg. De wedstrijden werden gespeeld op de velden van FC Astrio Begijnendijk. Tijdens dit evenement kwamen verschillende internationale lacrosseteams naar Heist-op-den-Berg om zich voor te bereiden op de start van het seizoen. Deelnemende teams in het verleden waren uit:
België: Red Rhinos, Ghent Goblins, Ghent Gazelles, Machelen Minotaurs, Buggenhout Brewers, Buggenhout Bees, Antwerpen Armadillos, Braine Lions, Braine Bengals en Heist Hunters.
Frankrijk: Lille Spartiates en Hainnaut Haveurs.
Nederland: Tilburg Titans, Tilburg Titanides, Rotterdam Jaguars, Delft Diamonds en Delft Barons.
MANNEN
- 2014: Rotterdam Jaguars
- 2013: Gent Goblins
- 2012: Red Rhinos
- 2011: Red Rhinos
VROUWEN
- 2014: Red Rhinos
- 2013: Red Rhinos
- 2012: Red Rhinos
Sinds 2013 is de Hunters Trophy een officieel opleidingsevenement voor internationale scheidsrechters.